# Cahier de Douai
Le Cahier de Douai, ou Les Cahiers de Douai, ou  le Recueil de Douai ou encore le Recueil Demeny, est un ensemble de vingt-deux poèmes écrits par Arthur Rimbaud alors adolescent. Rimbaud en remet des copies, lors de deux séjours à Douai en septembre et octobre 1870, sous forme d'une liasse manuscrite sans titre à Paul Demeny, en lui demandant de les brûler, chose que Paul Demeny ne fera pas. Ce dernier les vend et Léon Genonceaux les publiera en recueil en 1891. Ce recueil est le seul qui contienne les tout premiers écrits connus de Rimbaud, marquant ainsi les débuts de sa carrière poétique. Aux poèmes amoureux (Première soirée, Rêvé pour l'hiver) se mêlent des poèmes à visée politique (Rages de Césars, Le Mal, Les Effarés) et satirique (À la musique, L'Éclatante Victoire de Sarrebrück).

## Composition
Ces vingt-deux poèmes ont été écrits vraisemblablement entre mars et octobre 1870 et se répartissent en deux liasses, respectivement de quinze  et sept poèmes :
Premier cahier
1. Première soirée (correspond à « Trois baisers », poème précédemment publié dans La Charge, 13 août 1870)
2. Sensation
3. Le Forgeron
4. Soleil et Chair
5. Ophélie
6. Bal des pendus
7. Le Châtiment de Tartufe
8. Vénus Anadyomène
9. Les Réparties de Nina
10. À la musique
11. Les Effarés
12. Roman
13. Morts de Quatre-vingt-douze et de Quatre-vingt-treize… (poème sans titre, désigné par son premier vers)
14. Le Mal
15. Rages de Césars

Deuxième cahier
1. Rêvé pour l'hiver
2. Le Dormeur du val
3. Au Cabaret-Vert, cinq heures du soir
4. La Maline
5. L'Éclatante Victoire de Sarrebrück
6. Le Buffet
7. Ma Bohême

## Histoire du manuscrit
Après une première fugue du 29 août au 5 septembre 1870, Rimbaud est recueilli par son professeur de rhétorique Georges Izambard. Il est hébergé à Douai une quinzaine de jours chez les tantes de ce dernier, les demoiselles Gindre. Rimbaud dépose le 26 septembre 1870 chez le poète et éditeur douaisien Paul Demeny une première liasse de quinze poèmes. Il profite d'un second séjour en octobre à Douai, à l'issue d'une deuxième fugue, durant la guerre franco-prussienne, pour livrer à Demeny sept nouveaux sonnets. Il lui écrivit plus tard : « Brûlez, je le veux, et je crois que vous respecterez ma volonté comme celle d'un mort, brûlez tous les vers que je fus assez sot pour vous donner lors de mon séjour à Douai ». Demeny n'en fit rien. Cinq poèmes de Rimbaud, Roman, Rages de Césars, Le Mal, Le Châtiment de Tartufe, Le Dormeur du val ne sont connus que par ce recueil.
Demeny vendit le recueil à Rodolphe Darzens, premier biographe du poète (qui ne l'a pas connu). Le recueil passa ensuite entre les mains de l'éditeur Léon Genonceaux, du collectionneur Pierre Dauze et entre celles de Stefan Zweig, qui acheta les deux liasses aux enchères de l'hôtel Drouot en 1914 et les conserva jusqu'à sa mort en 1942 à Petrópolis au Brésil. La belle-famille de Zweig les céda à la British Library de Londres en 1985, où ils se trouvent depuis.
Les poèmes contenus dans ces cahiers sont édités pour la première fois en 1891, dans Reliquaire, poésies. Des fac-similés sont publiés en 1919, dans la collection « Manuscrits des maîtres » éditée par le libraire Albert Messein, sous le titre Poésies.